# 서울용원초등학교
서울용원초등학교(서울龍原初等學校)는 대한민국 서울특별시 노원구 공릉동에 있는 공립 초등학교이다.

## 학교 연혁
- 1996년 5월 6일: 개교
- 2026년 5월 6일: 개교 30주년

## 참고 자료
- 서울용원초등학교 - 한국교육학술정보원 학교알리미